# Tom Kane
Thomas “Tom” Kane Roberts (nacido en Overland Park, Kansas, el 15 de abril de 1962) es un actor de voz estadounidense retirado. Conocido por interpretar a Ultron en Next Avengers: Heroes of Tomorrow y The Avengers: Earth's Mightiest Heroes por el cual ganó reconocimiento internacional. Sus actuaciones más conocidas aparte de la de Ultron son la de Yoda en Star Wars: The Clone Wars, el mono Darwin en Los Thornberrys, el profesor Utonium en The Powerpuff Girls, Mr. Herriman en Foster's Home for Imaginary Friends, Mano de Mono en Kim Possible, Magneto en Wolverine and the X-Men y Takeo Masaki en Call of Duty Zombies. En noviembre de 2020, tras sufrir un accidente cerebrovascular que le ocasionó apraxia, se vio obligado a retirarse de esta profesión desde septiembre de 2021.

## Filmografía

### Actuaciones en series animadas
- Foster's Home for Imaginary Friends: Mr. Herriman
- Heavy Gear: La serie animada: Greco
- Iron Man: Homero
- Star Wars: The Clone Wars: Yoda
- The Powerpuff Girls: Profesor Utonium, Him
- Los Castores Cascarrabias: Voces adicionales
- Los Thornberrys: Darwin
- Los Equis: Lorenzo Suave
- Kim Possible: Mano de Mono

### Actuaciones en series de televisión
- Team Knight Rider: Dante

### Actuaciones en película
- Dracula II: Ascension: Doctor (voz animada)
- Dracula III: Legacy: Presentador de noticias de EBC
- Dracula 2000: Presentador de noticias
- Querido Santa: Santa como narrador
- Halloween H20: 20 Years Later: Dr. Samuel "Sam" Loomis
- Infinity's Child: Narrador
- Kim Possible: Perdidos en el tiempo: Mano de Mono
- The Powerpuff Girls: Twas the Fight Before Christmas: Profesor Utonium
- Rugrats: Vacaciones Salvajes: Darwin
- Scooby-Doo y la persecución cibernética: Profesor Robert Kaufman
- The Powerpuff Girls Movie: Profesor Utonium
- The Prophecy 3: The Ascent: Voz de ángel
- Los Thornberrys: La Película: Darwin
- The Wild Thornberrys: El Origen de Donnie: Darwin
- Wish Me Luck: Slag
- Shrek tercero: Guardia 1

### Actuaciones en videojuegos
- Call of Duty: Black Ops 3: Takeo Masaki
- Lego Dimensions: Gandalf
- El Hobbit: Narrador, voces adicionales
- El Señor de los Anillos: la Comunidad del Anillo: Gandalf
- Escape from Monkey Island: Bagel el patrón del Bar, Heckler, Pete , Pirata #6
- Final Fantasy XII: Ondore
- Fortnite: Lok de Salvar El Mundo
- Gabriel Knight: Blood of the Sacred, Blood of the Damned: Mallory, Jesus
- Grim Fandango: Raoul, Segundo mecánico maya, Guardián de la puerta, Anunciador
- Ground Control: Dark Conspiracy: Cardenal Galen Yi, Unidades #13
- Interstate '76 Arsenal: Skeeter
- Interstate '76 Nitro Pack: Skeeter, Natty Dread
- Kim Possible: Revenge of Monkey Fist: Mano de Mono
- Mercenaries: Voces adicionales
- Marvel: Ultimate Alliance: Grey Gargoyle, Profesor X
- Pitfall 3-D: Beyond the Jungle: Arcam, Scourge
- Powerpuff Girls: Mojo's Pet Project: Profesor Utonium
- Return to Krondor: Voces adicionales
- RTX Red Rock: M.E.L., Voz de panel
- Rugrats: Vacaciones Salvajes: Darwin
- Shadow of Rome: Narrador, voces adicionales
- Star Trek: Elite Force II: Voces adicionales
- Star Wars: Battlefront : Admiral Ackbar, Yoda
- Star Wars: Battlefront II: Oficial del Imperio #3, Yoda
- Star Wars: Bounty Hunter: Longo Dos Armas
- Star Wars: Demolition: Boba Fett, Bib Fortuna, General Otto, Lobot
- Star Wars: Droid Works: Voces adicionales
- Star Wars: Empire at War: C-3PO, Voces adicionales
- Star Wars: Episode I - Jedi Power Battles: Yoda
- Star Wars: Episodio I. Racer: Elan Mak, Side Paramita
- Episode I - La Amenaza Fantasma: C-3PO, Barbo, Jym Lang, Prisioner, Líder Thug
- Star Wars: Episode III - La Venganza de los Sith: Yoda, Cin Drallig, Guardia Neimoidian, Líder Jedi
- Star Wars: Force Commander: Conductor de AT-AT, Destructor de ATC-Star, C-3PO
- Star Wars: Galactic Battlegrounds: Boba Fett, C-3PO, Capitán destructor de misiles del Imperio, Vilmarh Grahrk, Yoda, Capitán destructor de Naboo
- Star Wars: The Clone Wars: Yoda
- Star Wars Jedi Knight: Jedi Academy: Boba Fett, Cultista #3, Rodian
- Star Wars Jedi Knight II: Jedi Outcast: Jedi renacido #2, Rodian #1, Tropa de Sombra #1
- Star Wars: Jedi Starfighter: Captain Juno, Yoda
- Star Wars: Knights of the Old Republic: Maestro Vandar Tokare, Voces adicionales
- Star Wars: Knights of the Old Republic II: The Sith Lords: Maestro Vandar Tokare
- Star Wars: Racer Revenge: Dax Gazaway, Shrivel Braittrand
- Star Wars: Republic Commando: Yoda, Captain Talbot, Trandoshan Slaver #2
- Star Wars: Rogue Squadron II: Rogue Leader: Crix Madine, Imperial Pilot 2, Transport Captain 3
- Star Wars: Rogue Squadron III: Rebel Strike: C-3PO, Crix Madine, Piloto Imperial #2, Reclutador Imperil, Yoda
- Star Wars: Shadows of the Empire: Leebo
- Star Wars: Starfighter: Piloto Mercenario , Wingman
- Star Wars: Super Bombad Racing: Droides de batalla, Chancellor Valorum, Yoda
- Star Wars: X-Wing Alliance: Cmdr. Beckman, Golav Nakhym, Nien Nunb, Oficial del Imperio
- Star Wars: X-Wing vs. TIE Fighter: Voces adicionales
- The Curse of Monkey Island: Capitán Rottingham
- The Dark Eye: Voces adicionales
- The Powerpuff Girls: Chemical X-Traction: Profesor Utonium, Him
- X-Men Legends: Chuck Simms, Voces adicionales
- X-Men Legends II: Rise of Apocalypse: Voces adicionales